# 提維人
提維人（英語：Tiwi people）是澳大利亞原住民之一，主要居住在澳大利亞北領地阿纳姆地附近海上的提維群島上，主要分布的城市有巴瑟斯特島上的 Wurrumiyanga（舊稱Nguiu ），梅爾維爾島上的 Pirlangimpi（又稱花園點（Garden Point）以及 Milikapiti（又稱蛇灣（Snake Bay））。總人口數約有2,500人，其中1,500人居住在 Wurrumiyanga。提維人的文化及語言與那些居住在僅有一水之隔的阿纳姆地的其他澳大利亞原住民大相逕庭。大多數提維人使用提維語，並以英語作為第二語言。現今的提維人以其獨特的藝術表現、以及對澳式足球的狂熱聞名，有許多頂尖的澳式足球員皆來自提維。

## 民族分佈、人口與語言

### 地理分布

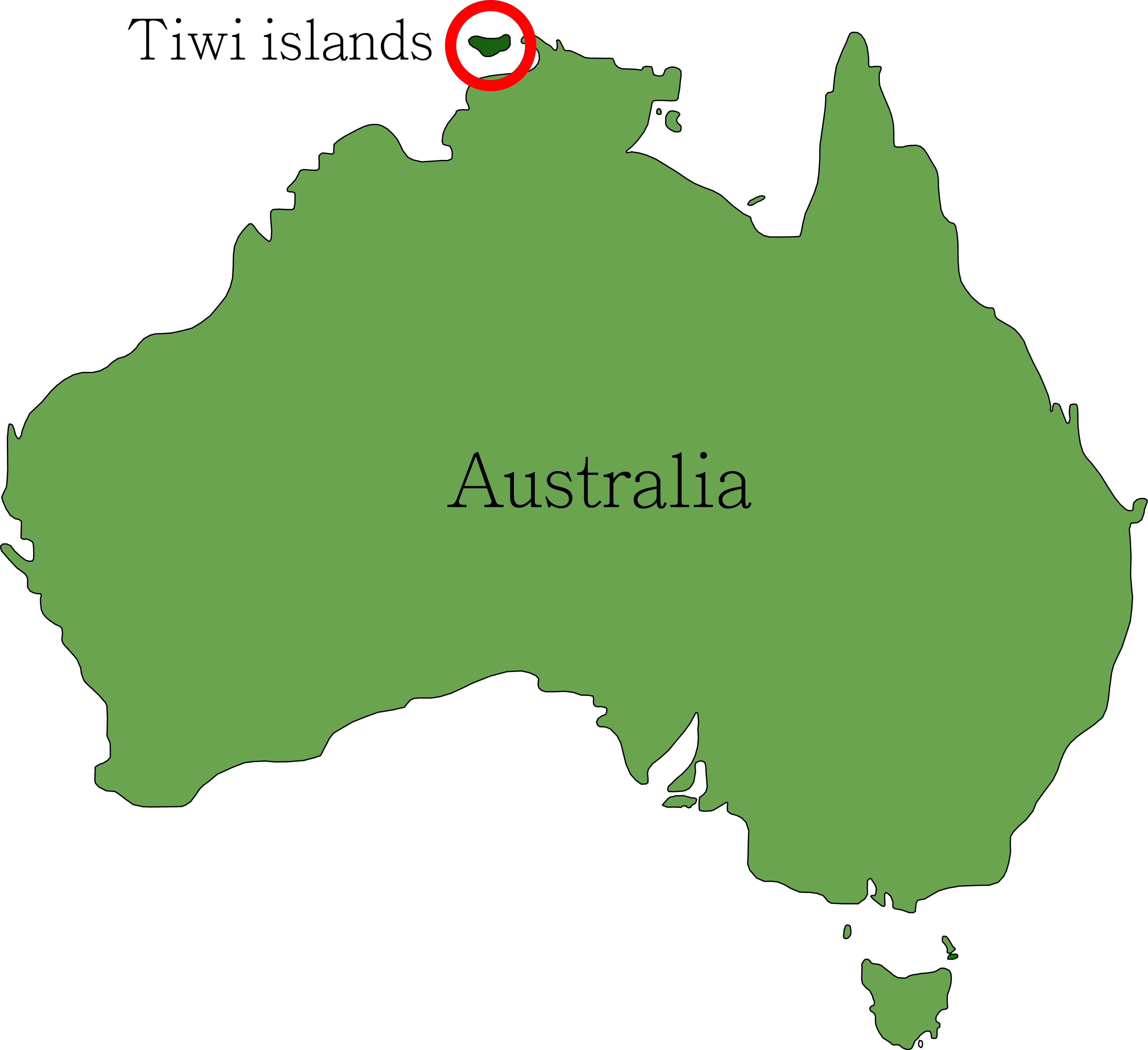
提維群島的位置

提維群島（Tiwi Islands），又稱微笑群島，位於達爾文北方（11°30'S，131°15'E），亞拉弗拉海與帝汶海的交匯處，總面積約7500平方公里。
其主要包含巴瑟斯特島以及梅爾維爾島，另外還有九個較小的無人島：布坎南島（Buchanan）、哈里斯島（Harris）、海鷗島（Seagull）、卡斯雷克島（Karslake）、伊里圖圖島（Irritutu）、克利福特島（Clift）、圖利圖利納島（Turiturina）、瑪汀格利亞島（Matingalia）、納德羅島（Nodlaw）。巴瑟斯特島是澳大利亞的第五大島，而梅爾維爾島則是澳洲的第二大島，僅次於塔斯馬尼亞島。

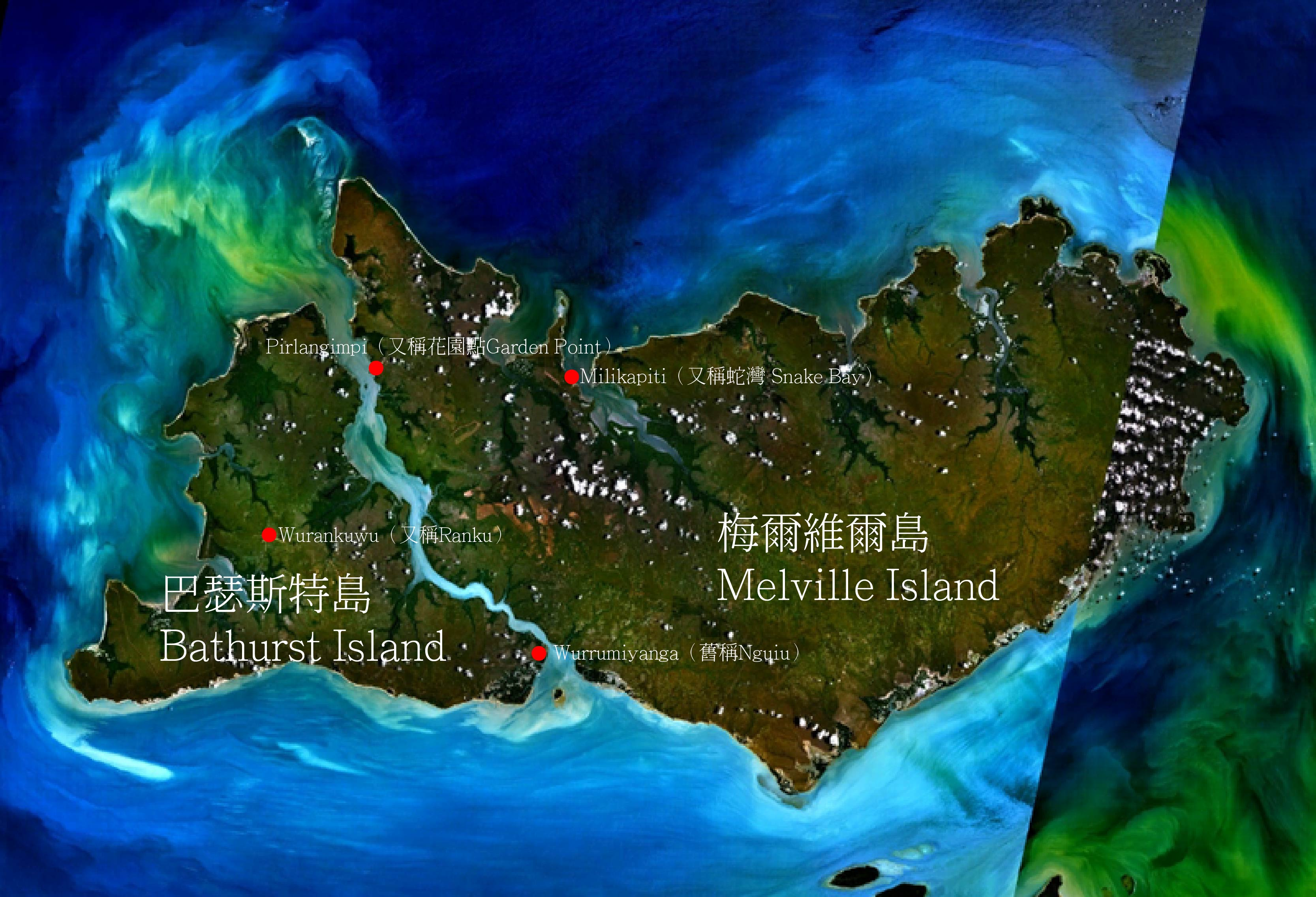
提維群島上的主要城市

### 人口
在1980年代，提維人的總人口數約有2000人左右，其中約有1300人分布在巴瑟斯特島，約700人分布在梅爾維爾島。
根據2011年的統計，現今居住在提維群島的原住民有2,229人，占了島上人口的98.3％。巴瑟斯特島上的 Wurrumiyanga（舊稱Nguiu）是提維群島最大的社區，擁有約1500人口，而梅爾維爾島上最大的社區的Pirlangimpi（又稱花園點Garden Point）及 Milikapiti（又稱蛇灣 Snake Bay）則各擁有近450人口。另外還有其他一些較小的定居點，如巴瑟斯特島西部的Wurankuwu（又稱Ranku）。
由於醫療品質的改善以及嬰兒死亡率的降低，目前提維人的人口增長率約維持在2.5％左右。

### 語言
提維人傳統上使用的提维语與附近其他的澳大利亞原住民所使用的語言相差甚遠，提維語是一種孤立語言，包含八種方言，除了最多人使用的Mantiyupi之外，尚有Jikilawuru、Wurankuwu、Malawu、Munupi、Marrikawuyanga、Wulirankuwu 以及 Yimpinari。對提維人而言，能流利地使用提維語是象徵成人地位的重要標誌，因為只有如此才足以完整參與重要慶典上作曲及唱歌的活動。
提維人自稱「tiwi」，源自於提維語中的「人」。
現在所被使用的提維語基於不同目的分為3-4個等級，例如有歷史悠久且較為困難的「儀式用提維語」（Ceremonial Tiwi）。
現今的提維人同時使用提維語和英語，當地小學的教學語言主要為英語，在Nguiu設立的雙語文獻中心亦有製作提維語版本的課本供當地小學使用，提維語是澳洲現今少數仍為年輕一輩的孩童所學習的傳統語言之一，儘管如此，相較於傳統提維語的複雜文法，現今小學所教授的提維語已被簡化許多。

## 地理環境

### 地形與生態
提維群島整體地形相對平坦，在梅爾維爾島中部有一東西向的低矮山脊，從有九條河自山脊由南向北流，沿岸有紅樹林生態，在較大的淡水河流海岬有熱帶雨林植被，沿海則多為沙灘和礁石。
梅爾維爾島除了中部有一東西向的低矮山脊外地勢大致平坦，島上有九條發源自中部山脊的南北向河流。巴瑟斯特島的地形則更為平坦、缺少隆起，因此影響河流的主要因素為潮汐而非地形。島上的地形與植被皆十分豐富，小溪流沿岸有紅樹林分佈，上游處則主要是桉樹柏樹的混合林，大河川的淡水岬角旁有著小範圍的熱帶雨林植被，而沿著海岸線上則是沙質海灘以及岩質暗礁，這樣多樣的地形環境也造就了提維人自古至今多樣且豐富的飲食及獨一無二的動植物，提維群島擁有世界上最大的鳳頭燕鷗培育地，還有大量瀕臨絕種的太平洋麗龜。群島附近的海域與河口也是鹹水鱷的棲息地。

### 氣候
提維群島為乾、濕季分明的熱帶季風氣候，巴瑟斯特島的平均年降雨量約2000毫米，梅爾維爾島的平均年降雨量約介於1200至1400毫米之間。11月至4月的濕季期間有季風雨和暴風雨，常為此處帶來北領地的最高降雨量，溫度通常介於25°C至33°C之間，6月至9月的乾季則幾乎不會降雨，溫度通常介於21°C至32°C間，這段時間夜間非常涼爽，空氣中則會飄散著狩獵聚會所產生的炊煙。乾季的溫差非常大，相較之下，在季風吹拂的季節溫度大概都維持在27°C上下一兩度而已。
| Pirlangimpi 機場（梅爾維爾島） | Pirlangimpi 機場（梅爾維爾島） | Pirlangimpi 機場（梅爾維爾島） | Pirlangimpi 機場（梅爾維爾島） | Pirlangimpi 機場（梅爾維爾島） | Pirlangimpi 機場（梅爾維爾島） | Pirlangimpi 機場（梅爾維爾島） | Pirlangimpi 機場（梅爾維爾島） | Pirlangimpi 機場（梅爾維爾島） | Pirlangimpi 機場（梅爾維爾島） | Pirlangimpi 機場（梅爾維爾島） | Pirlangimpi 機場（梅爾維爾島） | Pirlangimpi 機場（梅爾維爾島） | Pirlangimpi 機場（梅爾維爾島） |
| 月份                           | 1月                            | 2月                            | 3月                            | 4月                            | 5月                            | 6月                            | 7月                            | 8月                            | 9月                            | 10月                           | 11月                           | 12月                           | 全年                           |
| ------------------------------ | ------------------------------ | ------------------------------ | ------------------------------ | ------------------------------ | ------------------------------ | ------------------------------ | ------------------------------ | ------------------------------ | ------------------------------ | ------------------------------ | ------------------------------ | ------------------------------ | ------------------------------ |
| 平均高温 °C（°F）              | 31.9 (89.4)                    | 31.6 (88.9)                    | 32.0 (89.6)                    | 32.8 (91.0)                    | 32.5 (90.5)                    | 31.2 (88.2)                    | 31.2 (88.2)                    | 32.1 (89.8)                    | 33.3 (91.9)                    | 33.6 (92.5)                    | 33.6 (92.5)                    | 32.8 (91.0)                    | 32.4 (90.3)                    |
| 平均低温 °C（°F）              | 24.7 (76.5)                    | 24.7 (76.5)                    | 24.1 (75.4)                    | 23.1 (73.6)                    | 21.4 (70.5)                    | 18.8 (65.8)                    | 18.3 (64.9)                    | 19.0 (66.2)                    | 21.3 (70.3)                    | 23.0 (73.4)                    | 24.2 (75.6)                    | 24.7 (76.5)                    | 22.2 (72.0)                    |
| 平均降雨量 mm（）              | 414.6 (16.32)                  | 382.2 (15.05)                  | 356.7 (14.04)                  | 153.7 (6.05)                   | 21.3 (0.84)                    | 3.9 (0.15)                     | 2.8 (0.11)                     | 6.2 (0.24)                     | 26.1 (1.03)                    | 79.5 (3.13)                    | 187.9 (7.40)                   | 345.5 (13.60)                  | 1,980.4 (77.96)                |
| 平均降雨天数（≥ 0.1mm）        | 19.1                           | 17.7                           | 18.2                           | 9.2                            | 2.3                            | 0.3                            | 0.5                            | 0.5                            | 2.1                            | 6.4                            | 11.8                           | 15.4                           | 103.5                          |
| 来源：澳洲氣象局               |                                |                                |                                |                                |                                |                                |                                |                                |                                |                                |                                |                                |                                |

## 歷史沿革

### 民族起源
提維人相信這個世界是由一位叫做 Mudangkala 的女人所創造。根據提維神話，在夢創時期（dreamtime）之初的世界是一片漆黑與荒蕪，既沒有人類也沒有動物，甚至連當今肉眼所見的山川地理也不存在。直到有一天，一個瞎了眼的老婦人 Mudangkala 奇蹟般地出現在當時的世界上，手中抱著三個嬰孩，在黑暗的世界裡爬行，原本毫無起伏的陸地因此有了起伏，一股水流跟在她身後，填滿了她爬行時創造的渠道，形成河流與海洋，而她沒有爬過的地方則成為島嶼。在 Mudangkala 離去前，她用植物覆蓋了她所創造的島嶼，並在陸地與海洋中注入生命，於是出現了各種生物，也使這塊土地準備好孕育她的子女們，以及世世代代的提維人。

### 歷史影響
提維人在提維群島上已經居住將近七千年，透過叢林與海洋的天然資源，靠著狩獵及漁獵獨自生活了數千年。

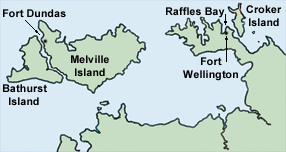
登打士堡（Fort Dundas）之位置

提維人最早出現在歷史紀錄上是在十八世紀初，文獻上記載：西元1705年，荷蘭航海家 Maarten van Delft 領著三艘船，花費數周的時間在提維群島的北海岸附近，並於1705年4月30日登陸維爾梅爾島，對提維人留下詳細的描述與紀載。他們也與來自荷蘭、葡萄牙、法國、英國、中國與印尼的航海家有所接觸，第一批試圖在島上安頓的外來者是英國人，在1824年，他們在現今在現今Pirlangimpi附近建立了一座名為登打士堡（Fort Dundas）的城鎮，然而因為受到提維人的對抗，這個城鎮僅維持了5年即被放棄，過了近75年以後的二十世紀初才有下一批來自歐洲的殖民者嘗試在此定居。
1911年， Francis Xavier Gsell 在巴瑟斯特島東南沿海城鎮 Nguiu（今Wurrumiyanga）建立天主教教會，提維人因此與澳大利亞白人有了大量接觸，雖然教會帶來了現代教育與福利服務等益處，卻同時對當地原來的社會、文化及經濟型態造成了巨大的影響。
1912年，提維群島被劃為原住民保護區，居住於群島上的提維人及其他外來民族並沒有統一的中央政權，1939年第一個當地政權中心在Parlingimpi成立，並在1940年代晚期由Garden Point移至Milikapiti，直到1970年代末這三個城市合併成地方政府議會，為當地中央政府的雛形。
1976年，澳北區通過了原住民土地權利法案，授權給土地信託對北澳區的所有原住民保護區以不能轉讓的、自由保有不動產的地契。原住民還可以根據傳統所有權申請皇家或政府的土地。提維群島的政權透過成立於1978年的提維原住民土地信託（Tiwi Aboriginal Land Trust）和提維土地理事會（Tiwi Land Council）被歸還給了世居此地的提維人。提維群島當地政府成立於2001年，先前由 Wurrumiyanga，Pirlangimpi 和 Milikapiti組成的地方政府議會，與 Wurankuwu原住民公司（Wurankuwu Aboriginal Corporation）合併，以形成一個單一的地方政府。這個政府在2008年被提維群島郡議會（Tiwi Islands Shire Council）所取代，是為北領地重組計劃的一部分。

### 失竊的一代
另外，值得注意的是，現今居住在提維群島上的部分提維人是所謂失竊的一代，他們在1909年至1969年年間因為當時澳洲政府所實行的同化政策而被帶到提維群島，並非提維人直接的後裔。

## 社會、家庭與婚姻
傳統提維社會是母系氏族社會，一個基本的家庭包含一個女人、她的女兒們、女兒們的丈夫們以及她的孫子女們。
一個提維人最重要的兩項身分認定分別來自於其母親與父方：母親的氏族決定了一個人的 Yiminga，會直接影響其婚配對象的選擇，而父方則會決定一個人的 Dreaming，會影響其在儀式舞蹈、歌曲和藝術方面的展現。

### 社會組成與政治組織

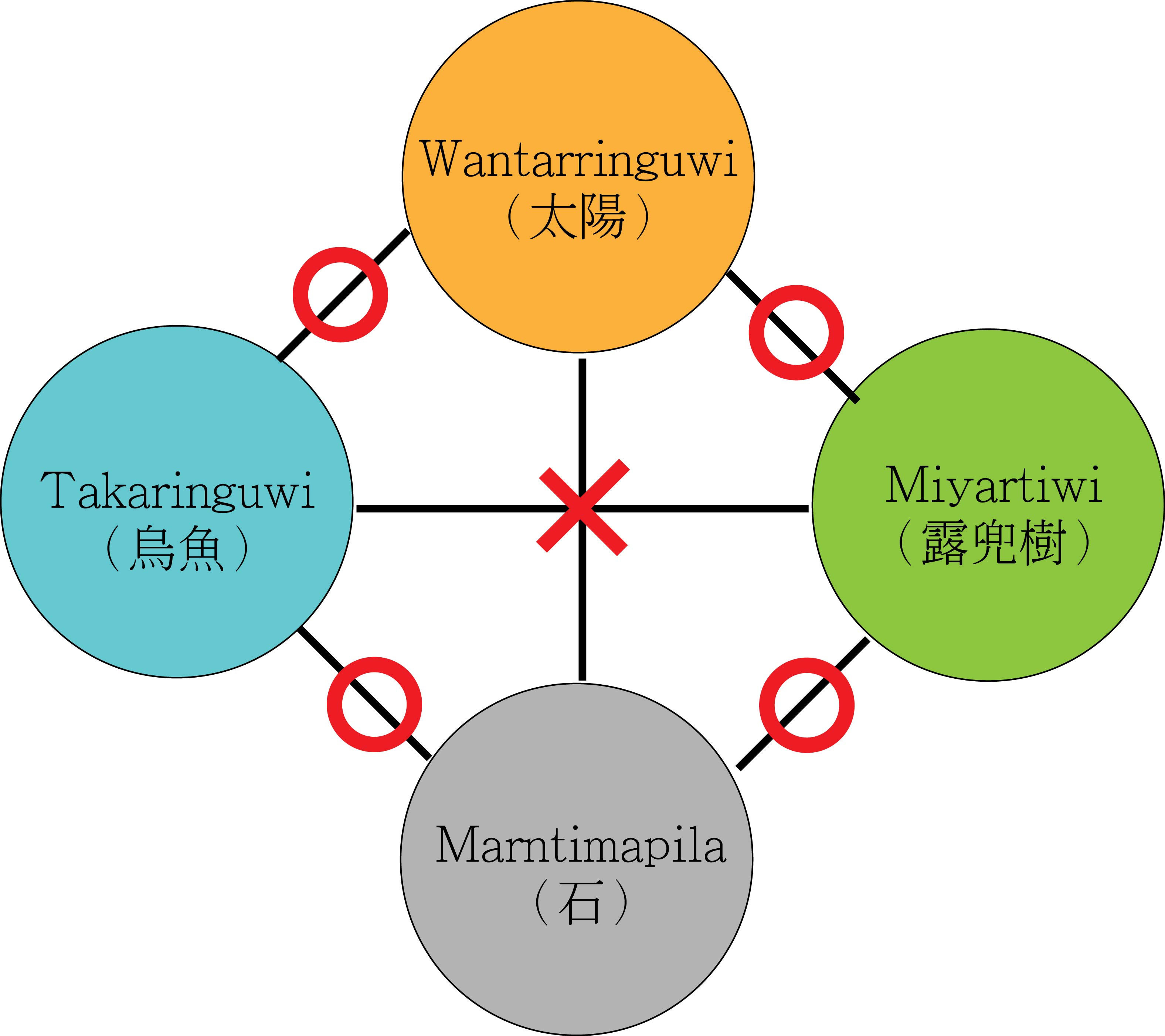
提維人的 Yiminga 決定了人們的潛在婚配對象範圍以及必須迴避的對象

提維社會為母系社會，其基本構稱為 Yiminga 。Yiminga 的意義包含氏族、圖騰、生活、精神、呼吸和脈搏等等。整個提維社會分成四大 Yiminga ，分別為：Wantarringuwi（太陽）、Miyartiwi（露兜樹）、Marntimapila（石），以及 Takaringuwi（烏魚），在這些 Yiming 底下還細分成更多小的親族單位。一個人所屬的 Yiminga 從母方繼承，並確定婚姻線，決定人們可以或不可以婚配的對象。例如，一個人屬於 Wantarringuwi 可以娶來自 Miyartiwi 或 Takaringuwi 群體的人，但禁止與來自 Marntimapila 或者自身團體的對象結婚。當今的提維社會中雖然人們可以自由選擇婚配對象，但基本上仍然遵循這套法則。
在與外界接觸以前，社會與政治組織的基本單位是 Yiminga 底下的母系氏族（matrilineal clans）以及一些地域群（local groups）。
在各個母系氏族中，通常根據男性的資歷與能力授予儀式性的領導權。在過去，有些領袖是為自己安排了許多傳統的婚姻契約（作為年輕女子的「女婿」），有時多達百人)，他們的家族都非常龐大，且也深具區域影響力。而他們的作為也使其自身以聲名狼藉的儀式性領導者的名義在歌曲、舞蹈及藝術中流傳。
在1970年代以後，原本以親屬團體及地域群組織為主的社會，變成由鄉鎮委員會（the township council），提維土地委員會（the Tiwi Land Council），以及北領地和澳大利亞聯邦的政府（the Northern Territory and Australian Commonwealth governments）所管理。

### 親屬稱謂與親屬關係
提維人所使用的親屬稱謂系統為伊洛魁型，亦稱二分合併型。它合併了父方、母方的同性同胞，母親與母親的姊妹被合併在同一種親屬稱謂下，父親與父親的兄弟亦被合併在同一種親屬稱謂下，對母親的兄弟與父親的姊妹則另採不同的稱謂。這種稱呼最重要的目的是區分平表和交表。
在一個人的同輩中，平表兄弟姊妹與親兄弟姐妹共用一個同樣的稱謂。當需要進一步的區別時，會依序以性別、相對年齡以及那些擁有相同父親、但其母親來自不同氏族的兄弟姐妹來作區別；交表兄弟姊妹儘管在稱謂上並沒有明確區分母方與父方，但提維人與其母方的異性交表親之間有嚴格的迴避關係（因為他們屬於同一個Yiminga），而父方的異性交表親則是其潛在的婚配對象。

### 婚姻
對於提維人而言，除了自身的氏族之外，父方的氏族也同等重要，因為他們傾向從父方的氏族成員選擇自己的配偶。婚後採從妻居，年輕的夫婦住在妻子家裡的「長屋」內。
然而除了上述的以父方異性交表親作為婚配對象之外，提維社會還存在一種更古老的婚姻制度：傳統上（現今少數的案例亦是如此）會為年輕提維女孩在她的第一次月經的慶祝活動結束後挑選一位「女婿」（這位「女婿」通常已屆中年），年輕女孩（在過去，這樣年齡的女孩通常已婚）與她的「女婿」會建立一種互惠關係：「女婿」有義務養活這位女孩，提供她不只食物、而是任何其所需的資源與服務，因為她將是他未來的丈母娘；作為回報，這位「女婿」有權娶這位年輕女孩未來所生的每一個女兒，在她們的月經來臨之前作為他的妻子。一般而言，這樣的婚姻安排對於提維女孩來說，不只決定了他們的第一次婚姻，也決定其第二次婚姻必在第一任丈夫過世後，因夫兄弟制（levirate）嫁给其兄弟。對於男性來說，這種形式的婚姻往往是被安排在中年之後，因為做一位女孩的「女婿」往往需要一定的名望與政治成就。在中年以前，男性的早期婚姻通常是娶年齡較長的女人，通常是其兄長過世後留下的寡婦。
因女性在其第一次婚姻後通常嫁給比她年輕的男子，因此離婚在傳統的提維社會並不常見。
在與外界接觸以後，這樣傳統的婚姻規則發生了改變。越來越多年輕女孩與其被承諾的丈夫並沒有實際同居，但其母親與這些「女婿」之間的關係仍繼續沿用，而女孩則被期待嫁給其父親氏族的交表兄弟。同時，有越來越多提維混和非提維傳統背景（如歐洲或亞洲）的婚姻形式出現。

### 圖騰制度
不同於 Yiminga 是由母方所決定，提維人有另外一套不影響婚配關係的圖騰制度稱為 The Dreaming ，這些圖騰包含了鱷魚、水牛、馬、海龜、鯊魚等等。一個人的所屬的圖騰繼承自父方，並嚴格禁止殺害或食用他們的自身的圖騰，以顯示人們對其的尊重。每個圖騰都有其相關的舞蹈，在儀式或慶典上用以識別不同的群體。

## 產業與生活

### 生計
在歐洲人定居島上之前，提維人的主要的生計方式來自狩獵、漁獵、以及在叢林、海岸及海洋裡進行搜食。
在分工方面，狩獵海洋或天空中的生物是男人的專屬領域，而採集植物的根、種子以及果實則是女人的專屬領域，除了這些特定的例外，男女雙方共同狩獵陸生動物，並一起在海岸採集貝類、烏龜蛋等，男女對日常飲食的貢獻是同等的，沒有哪個性別是全職的食物獲取者
在二十世紀前半歐洲人抵達之後，才開始有與澳洲大陸的對外貿易。
隨著越來越多歐洲人的定居，提維的生計模式逐漸轉向定居生活的現代生活，現今雖然每個社區裡都有提供食物與日用品的商店，但多數提維人仍非常關心年輕人狩獵與覓食能力的延續。相較於商店販賣的食品，提維人更加偏好天然食材，因此大部分提維人的食物來源仍是天然食品。

### 季節分類
提維人將他們的季節區分為 The Dry（意指煙霧的季節），The Buildup（意指高濕度以及蟬鳴的季節），以及 The Wet （意指風暴的季節）。這樣的季節分類形塑自提維人的生活方式，影響食物來源及提維社會中的儀式和慶典。

### 澳式足球
澳式足球是提維人之間最流行的運動，由傳教士約翰·派伊（John Pye）和安迪·豪利（Andy Howley）在1941年引入提維群島。自1969年以來創立的提維群島足球聯盟（Tiwi Islands Football League），其總決賽在每年三月舉行，吸引了多達3000名觀眾。總數約2500人的提維人中，就有約有900人是提維澳式足球聯盟 （The Tiwi Australian Football League）的一員，高達35%參與率使其成為澳大利亞地區最高比例的參與者 。
提維的足球員以精湛的「一鍵式」技能（"one touch" skills）聞名，許多球員都喜愛赤腳參加比賽，許多男性選手也會參加達爾文的聖瑪麗足球俱樂部（St Mary’s Football Club），這是1950年代為了讓提維士兵能參與北領地足球聯盟的而成立的俱樂部。
在2006年七月的賽季中，提維群島足球俱樂部（The Tiwi Islands Football Club）──提維轟炸機（Tiwi Bombers）參與了領地足球聯盟。
幾乎所有提維群島著名的足球運動員都參與全國VFL / AFL比賽。

## 信仰與習俗

### 宗教信仰
提維人的信仰是泛靈信仰，尤其注重祖靈崇拜，除了自身前幾代的祖先外，也非常重視在夢創時期中創造陸地、海洋、動植物與人類的遠祖，提維人相信這些遠祖至今仍以靈體的方式存在。夢創時期（Dreamtime，或譯夢想期、夢幻時代、幻想時代、黃金時代）是澳大利亞原住民的神話中開天闢地的時期，也就是指神秘遠祖塑造了世界的樣子、並且創造各種動植物及人類的這個時期，這些神秘遠祖有些擁有人類或動物的樣子，並經常成為澳大利亞各原住民族中圖騰。提維神話中記載，這個世界是由一位瞎眼的盲婦 Mudangkala 所創造的。
提維社會中並沒有宗教專職人員的存在，相反的，每個人都可以藉由參與葬禮、成人式或其他社會儀禮與精神世界（spiritual world）進行交流，這些共享的宗教知識也是解夢或所不可或缺的，並為生、老、病、死以及各種文化禁忌提供了解釋。
在近代，歐洲人到提維群島定居並與當地人有所接觸後，天主教成了新的主流信仰，並在提維人的生活占了重要的一席之地。在1970年代以前，傳統提維的儀式並不被教會及教會成員所接受，現在兩者則和平並存。

### 文化習俗
提維人相信女性無論在任何年齡皆能夠懷孕。同時，他們也認為，任何嬰孩的出生時都應當要有一位父親，這樣的想法讓提維人認為每一個女性終其一生都應該隨時處於已婚狀態中，而這正是提維傳統婚姻制度的根基。

### 醫學
傳統上，提維人常識性的醫學知識來自海島生態環境中具療效的動植物。儘管有些人被認為對特定的植物、動物器官或其他可治病的材料具有比一般人更多的認識，然而在提維社會中，並沒有專職甚至兼職的治療者或醫者。一些傳統醫學無法解釋的疾病被認為是由澳洲大陸的居民所傳播，並只能由澳洲大陸的治療者使病患痊癒，這是現代提維生活的一個特色，人們傾向向來自澳洲大陸的醫學專家尋求治療的機會。

### 儀式與慶典

#### 克拉瑪山藥慶典
在雨季（11月至3月）即將結束之際，提維人舉行一年一度的克拉瑪山藥慶典（kulama yam ceremony）。克拉瑪（kulama）是當地一種野生山藥的類型，在為期三天的慶典中，除了挖掘、準備、烹飪以及享用克拉瑪山藥，參與者也必須在這三天中以提維語創作並歌唱十多首新的歌曲。山藥是對於生命的繁衍與延續的象徵。
在這些儀式與慶典中的歌唱及舞蹈提及的不只是歷史事件與神話，對發生在當代的事件與問題也一樣重視，並藉此成為口傳歷史的一部份。要創作並理解這些歌曲中對於提維文化裡重要元素的暗喻及富有詩意的典故，需要極高水平的提維語能力。

#### 喪葬儀式
提維人的葬禮稱為 Iliana。他們相當重視從生命世界過渡到死亡世界的典禮。死者的近親會委託製作樹皮彩繪籃、長矛以及精緻的彩繪雕刻柱，稱為普卡馬尼柱（pukamani poles）。
人們會將屬於死者的大部分物品在其墓地毀壞並處理掉，因為這些物品被認為是不乾淨的、若不小心誤觸將會導致疾病。除了少數的貴重物品如獨木舟、斧頭與房屋，照些東西被視為是乾淨的，並將由死者的家屬繼承。
當沉浸在悲痛之中，提維人的習俗是使用天然色素的赭石來彩繪自己的身體，而非餵飽自己，因此，另一個人必須養活他們。千百年來，人體彩繪一直都是儀式的一部分。

## 藝術與文學

### 藝術與工藝品

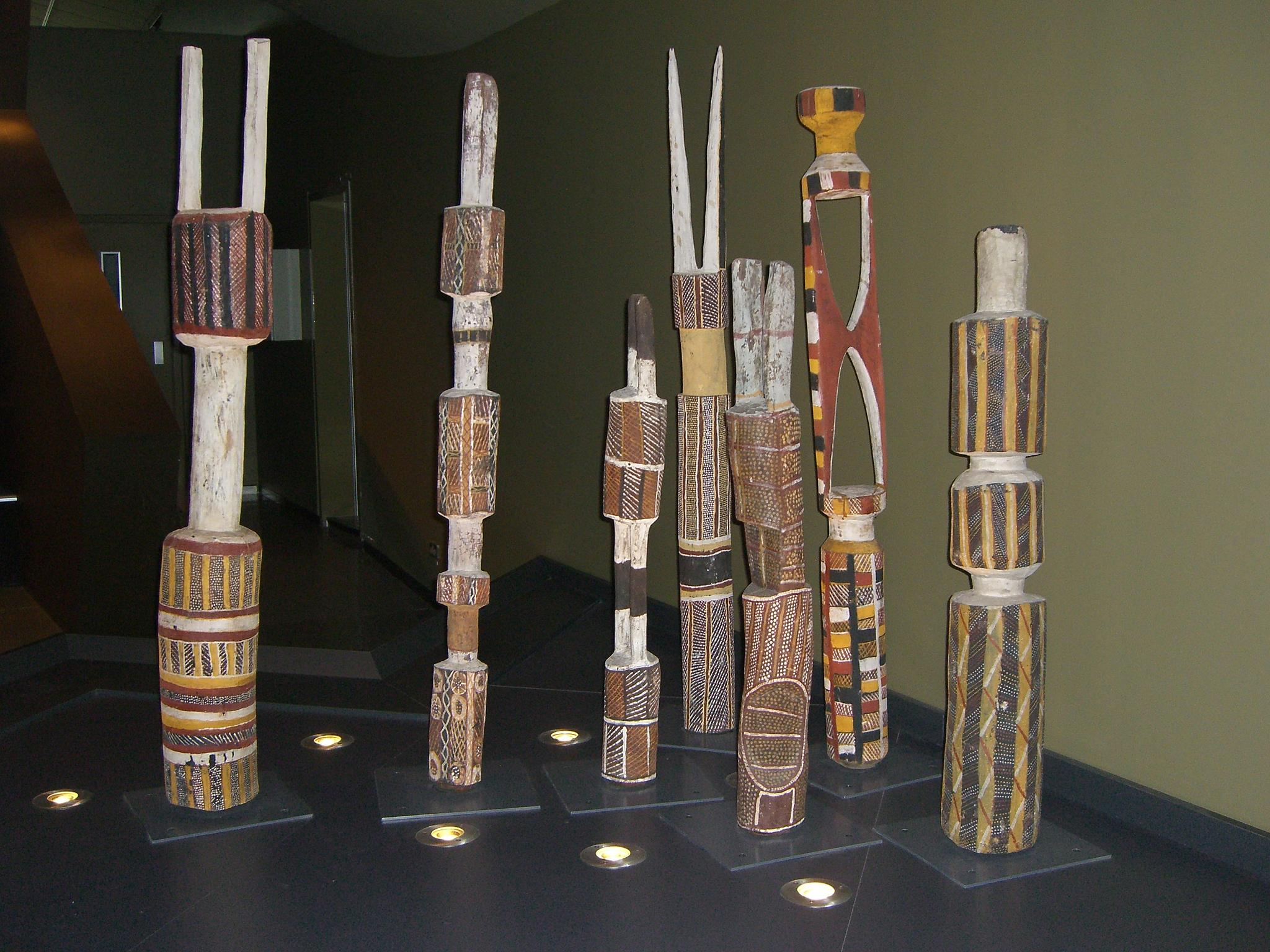
提維人的普卡馬尼柱（pukamani poles）,是有人過世時，死者的近親委託製作精緻的工藝品，高達三公尺。

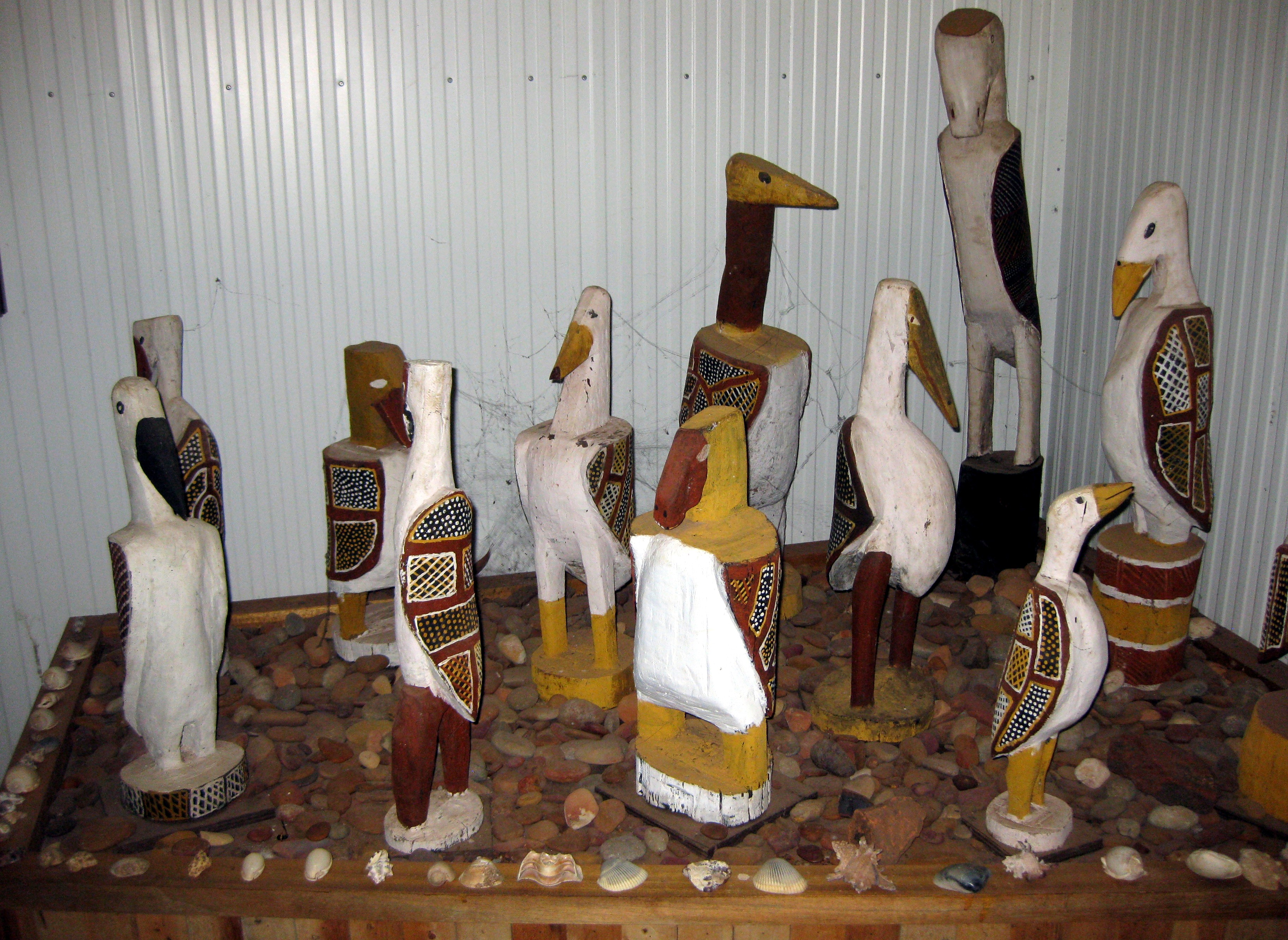
提維的鳥類木雕。

提維的藝術和提維語一樣，與附近其他的澳大利亞原住民之間有顯著的不同。與其他澳大利亞原住民相比，提維藝術顯得更加抽象、充滿幾何圖樣。這些藝術創作是組成提維文化與經濟的重要部分，藝術創作是一種社會活動，提維人們按性別組成工作小組，在創作的同時也輕鬆愉快的聊天，在現今的社會中，提維藝術強大的圖案和色彩運用，使其被認為是非常有吸引力且極具收藏價值的獨特藝術品。提維人有多獨特的藝術品與手工藝品，例如蠟染與絲網印刷的衣物、編織手鐲、彩繪貝殼、木雕、陶藝品等。提維群島上有三個藝術中心：提維設計（Tiwi Designs），Munupi藝術與工藝品（Munupi Arts & Crafts），以及Jilamara藝術與工藝品（Jilamara Arts and Craft），在這些藝術中心，可以看到許多當地藝術家創作、展示、販賣其藝術作品。

#### 普卡馬尼柱
提維最著名的手工藝品就是聳立高達三公尺的「普卡馬尼柱（pukamani poles）」，這是一種裝飾豐富的彩繪雕刻柱，使用鐵力木樹（ironwood tree）製成，用以標示亡者的埋葬地點，分佈於整個群島，有些則被納入博物館的收藏中。

#### 鳥類木雕
許多提維的木雕作品都是以提維神話中的鳥為藍本，這些鳥帶有十分神聖的意義。某些鳥提醒提維人們注意即將來臨的季風降雨，而另一些則警告人們注意即將發生的龍捲風，也有一些鳥類是源自圖騰崇拜，提醒人們記住氏族中的亡者，象徵這些過世的祖先們已經根據題為神話化神成鳥類。這些鳥類木雕有時也會被雕刻在普卡馬尼柱頂端作為裝飾。在巴瑟斯特島的任務文化遺產藝廊（Mission Heritage Gallery）展示了許多出色作品。

#### 織品設計
提維人也創造了他們的許多織品設計。主要使用蠟來防止染色，類似印度尼西亞的蠟染印花。其織品種類繁多，從堅固的織棉到用來製作絲巾的細膩絲綢皆是當地著名的織品。

### 文學
口傳文學是提維人最重要的文學表現形式，從遠古的創世神話至當代事件，提維人常在各個儀式和慶典中創作及演唱這些口傳文學，要創作並理解這些歌曲中對於提維文化裡重要元素的暗喻及富有詩意的典故，需要極高水平的提維語能力，因此對提維人而言，能流利地使用提維語是象徵成人地位的重要標誌。

## 現況
現今的提維群島雖然發展觀光產業，但也嚴格限制觀光客的數量以維護當地住民的居住品質以及保護其原有文化，因此當地的旅遊設施並不多，也沒有租車服務，過夜選項僅限於幾個偏遠的釣魚小屋。前往提維群島前必須事先預約及申請許可證，並由原住民導遊陪同，從達爾文搭乘輕型客機，很快即可抵達提維群島，每週有三班渡輪往返達爾文與巴瑟斯特島。